# Henri Eugène Lucien Gaëtan Coemans

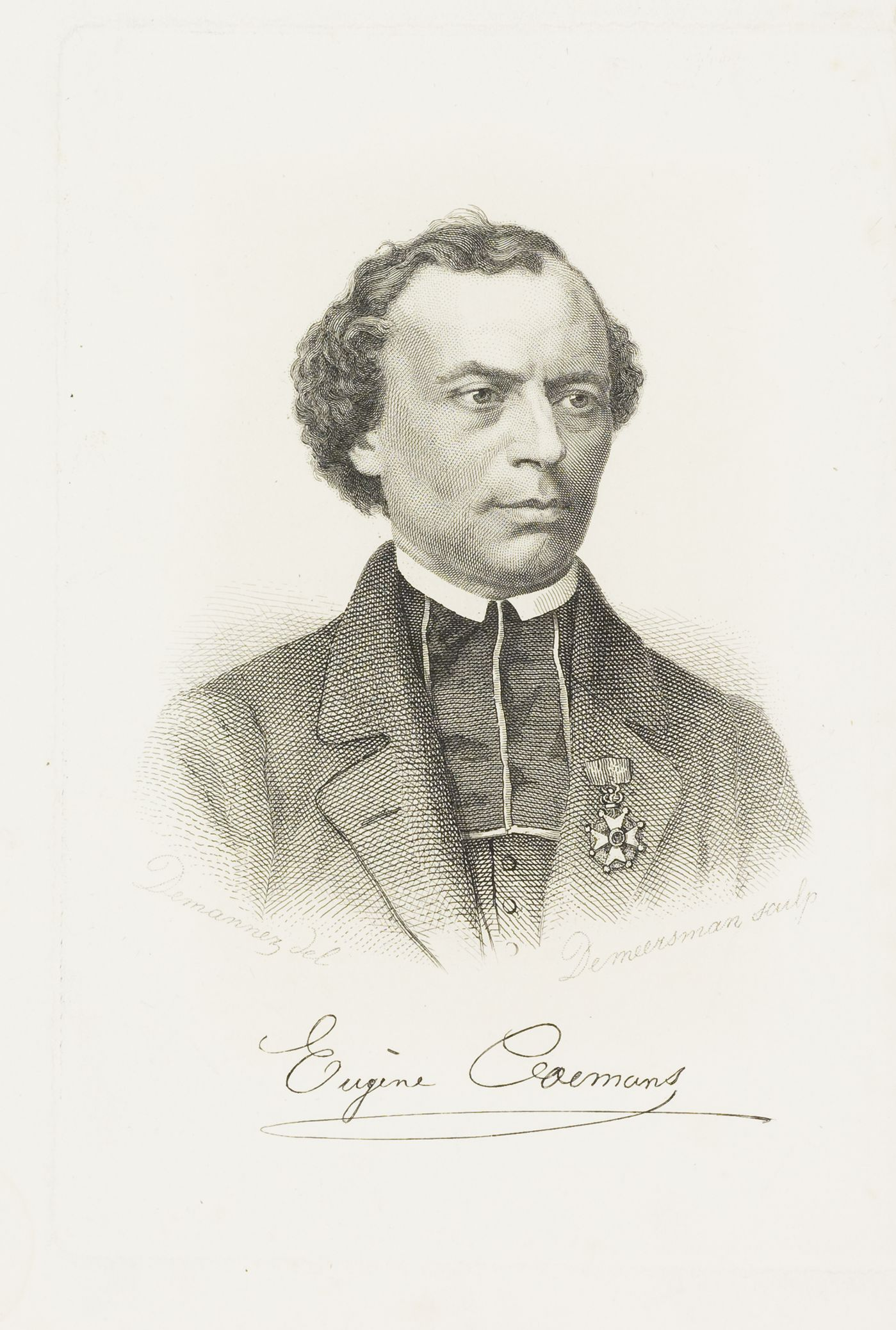
Eugène Coemans

Henri Eugène Lucien Gaëtan Coemans (1825 - 1871) é um botânico belga. 